# 1085 Amaryllis
1085 Amaryllis è un asteroide della fascia principale del diametro medio di circa 69,95 km. Scoperto nel 1927, presenta un'orbita caratterizzata da un semiasse maggiore pari a 3,1831309 UA e da un'eccentricità di 0,0482849, inclinata di 6,62786° rispetto all'eclittica.
Il suo nome fa riferimento alle piante del genere Amaryllis.